# Линия поколений B.1.617
Линия поколений B.1.617 — вариант вируса SARS-CoV-2, вызывающего COVID-19. Характерными мутациями являются L452R, P681R и E484Q. Содержит в себе несколько вложенных линий (включая B.1.617.1, B.1.617.2 и B.1.617.3), слегка различающихся между собой по характерным мутациям.
Из-за беспокойств учёных по поводу двух мутаций L452R и E484Q вариант B.1.617 стали называть «двойным мутантом», однако подобное название вводит в заблуждение, поскольку мутаций на самом деле больше. Мутация E484Q присутствует у линий B.1.617.1 и B.1.617.3, но отсутствует у B.1.617.2. Лабораторные исследования показали, что мутация E484Q снижает способность антител, появившихся в результате естественной инфекции, нейтрализовать вирус. Мутация L452R присутствует также у другого варианта, представляющего интерес, — B.1.427/B.1.429 — ассоциированного с повышенной трансмиссивностью. Мутация P681R также встречается у некоторых других вариантов и гипотетизирована как повышающая трансмиссивность.
Линии B.1.617.1 и B.1.617.2 впервые были обнаружены в Индии в декабре 2020 года, а их распространённость совпала с резким ростом заболеваемости в стране. Линия B.1.617.3 была впервые обнаружена в Индии в октябре 2020 года. Согласно предварительному моделированию ВОЗ повышенная скорость распространения B.1.617 в Индии по сравнению с другими вариантами вируса может быть связана с его повышенной трансмиссивностью, но есть и другие параллельно циркулирующие варианты, демонстрирующие повышенную трансмиссивность.